# Markus Krösche
Markus Krösche (Hannover, 17 settembre 1980) è un dirigente sportivo, allenatore di calcio ed ex calciatore tedesco, di ruolo centrocampista, direttore sportivo del Eintracht Francoforte.